# Galt (Kalifornia)
Galt város az USA Kalifornia államában, Sacramento megyében. Lakosainak száma 25 383 fő (2020. április 1.).

## Népesség
A település népességének változása:

| 2010 | 23 647 |
| 2020 | 25 383 |